# Josep Egea i Gómez
Josep Egea i Gómez (Barcelona, 25 de juliol de 1923 - Granollers, 2 d'octubre de 2012) fou un futbolista català de les dècades de 1940 i 1950.

## Trajectòria
Conegut amb el sobrenom del rateta, jugà a la posició d'extrem esquerre. Juntament amb Eduard Manchón fou el millor extrem esquerre català del moment.
Inicià la seva carrera futbolística a la UE Sants. El maig de 1943 fou fitxat pel CE Sabadell, retornant al Sants immediatament, club on jugà la major part de la dècada de 1940, passant més tard al CF Badalona (1948). El 1949, l'entrenador de l'Espanyol Patricio Caicedo decidí incorporar-lo al primer equip del RCD Espanyol, quan ja tenia 26 anys. Cal destacar que malgrat jugar d'extrem assolia xifres brillants de 12 o 14 gols per temporada. La seva millor temporada fou la 1951-52, en la qual marcà 15 gols. La següent temporada formà part de la davantera de l'equip de l'oxigen d'Alejandro Scopelli, formada per Arcas, Marcet, Mauri, Piquín i Egea. No obstant en finalitzar la temporada el 1953 fou cedit al CE Sabadell, a canvi del fitxatge d'Agustí Faura. El final de la seva carrera fou a Santiago de Xile, als clubs Iberia (1954-1955) i Unión Española (1955-1957).
Disputà dos partits amb la selecció catalana l'any 1950.